# ميبلادن (احولي ميبلادن)
ميبلادن هو دُوَّار يقع بجماعة ميبلادن، إقليم ميدلت، جهة درعة تافيلالت في المملكة المغربية. ينتمي الدوّار لمشيخة احولي ميبلادن التي تضم دوارين. يقدر عدد سكانه بـ 651 نسمة حسب الإحصاء الرسمي للسكان والسكنى لسنة 2004.

## روابط خارجية
- البوابة الوطنية للجماعات الترابية
- المندوبية السامية للتخطيط